# Trolejbusy w Amiens
Trolejbusy w Amiens − zlikwidowany system komunikacji trolejbusowej we francuskim mieście Amiens, działający w latach 1946−1964.

## Historia
Trolejbusy w Amiens uruchomiono na początku 1946. Pierwsza linia połączyła Hôtel z Villeet Saint-Acheul. Do obsługi linii posiadano 5 trolejbusów Vétra CS60. W 1947 wybudowano kolejne 4 linie. Do ich obsługi zakupiono dodatkowych 12 trolejbusów. Wkrótce zaczęto stosować doczepy do trolejbusów typu SCEMIA. Sieć trolejbusową zastąpiono liniami autobusowymi od końca 1963 do początku 1964.